# Freddie Washington (pianist)
Frederick Charles Washington (1900 - na 1960) was een Amerikaanse jazzpianist.

## Biografie
Washington kwam omstreeks 1918 naar Californië, waar hij in 1921 lid van de band van Kid Ory werd. Hij werkte ook mee bij diens vroege opnamen voor de Sunshine Record Company. Tijdens de jaren 1920 en 1930 leidde hij een eigen band en bovendien speelde hij o.a. met Ed Garland en Paul Howard. In 1944 werkte hij mee bij opnamen van Zutty Singleton voor Capitol Records. Daarbij ontstond ook Washingtons compositie Lulu's Mood. Verdere opnamen ontstonden in dit jaar met Bunk Johnson. In Kid Ory's band trad hij op in de radioshow The Orson Welles Almanac.
Washington nam in 1950 op met de zanger Joe Medlin in New York (You Thrill Me). Verdere instrumentale opnamen ontstonden tijdens deze periode met zijn eigen band Freddie Washington's Dixiecrats met Shad Collins, Prince Robinson, Sam Taylor, Ahmed Abdul-Malik en Billy May. In 1952 begeleidde hij in New York met zijn All-Star-band (met o.a. Jimmy Butts) de zangeres Betty Carter. Hij werkte verder mee bij opnamen van Hot Lips Page, Eddie 'Cleanhead' Vinson (1951), Charlie Singleton (1952), Milt Trenier, Claude Cloud (1954), Sam Taylor (1955), Louis Metcalf (1958) en Lawrence Lucie (1961). Tussen 1922 en 1961 was hij betrokken bij 32 opnamesessies.